# República de Baden

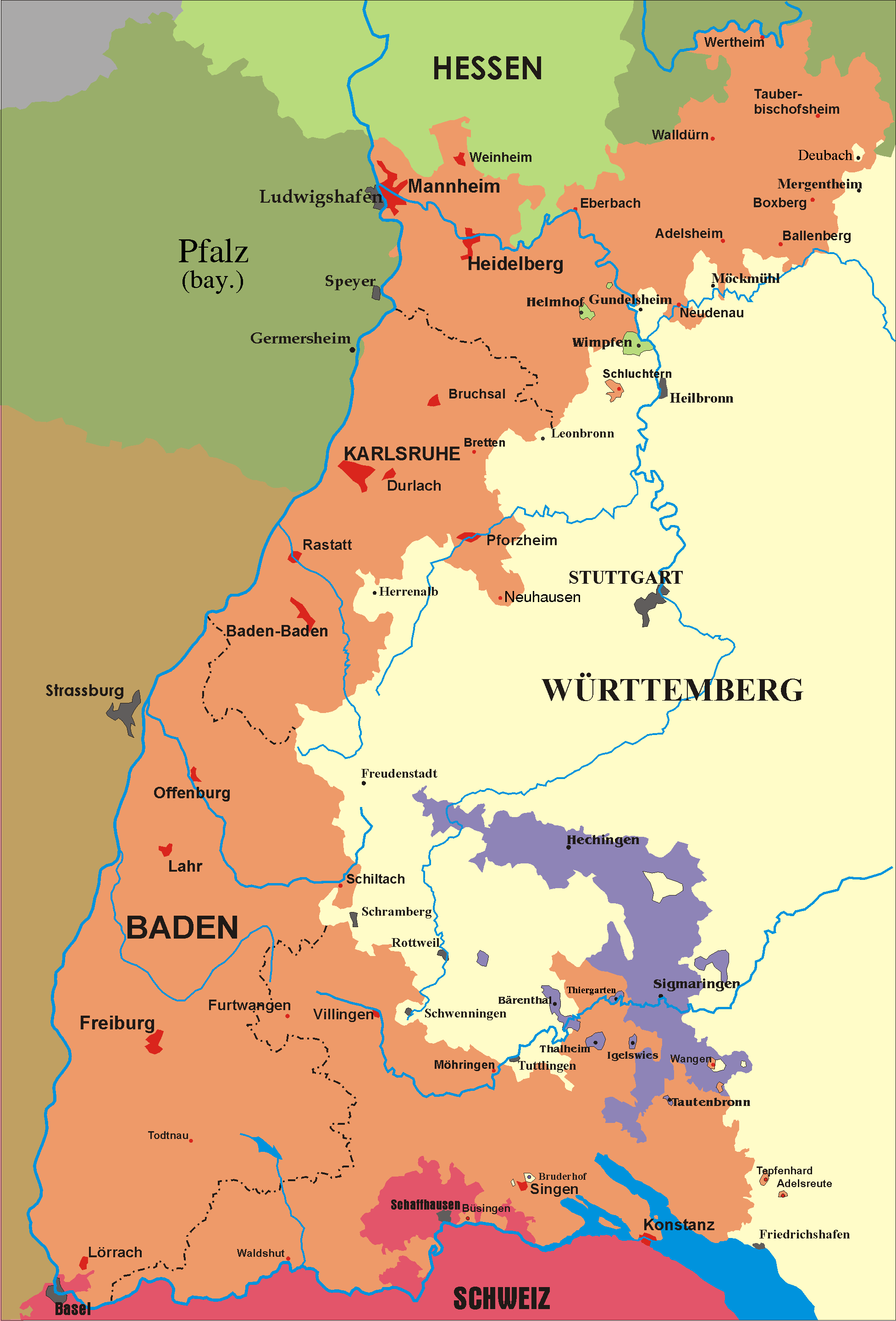
Territori

La República de Baden (Republik Baden) fou un dels estats territorials que van constituir l'anomenada República de Weimar. Fou format en el lloc de l'antic Gran Ducat de Baden, enderrocat el novembre de 1918. La seva capital fou Karlsruhe. El seu territori forma part de l'actual estat federal de Baden-Württemberg.

## Història

### Revolució
Amb la revolució amenaçant a l'Imperi alemany durant els últims dies de la Primera Guerra Mundial, el Ministeri d'Estat del Gran Ducat de Baden va aprovar una reforma electoral el 2 de novembre de 1918 en un intent final de preservar al monarquia al Gran Ducat. El 8 de novembre, van ser establerts consells de treballadors i soldats a Lahr i Offenburg. L'endemà, consells similars van ser establerts a Mannheim i Karlsruhe i tot el Ministeri d'Estat de Baden va renunciar.
El 10 de novembre, un govern provisional va ser format a Karlsruhe i l'endemà es va realitzar una assemblea de diversos consells revolucionaris. El 13 de novembre, el gran duc Frederic II, va renunciar a totes les seves obligacions de govern i finalment va abdicar el 22 de novembre, gairebé una setmana abans de l'abdicació del Kaiser Guillem II.
El govern provisional va declarar l'establiment de la República Lliure Popular de Baden (Freie Volksrepublik Baden) el 14 de novembre de 1918, i va establir el 5 de gener de 1919 com a data per a noves eleccions.

### República
Una assemblea nacional va ser creada el 12 de gener de 1919, amb el democristià Partit de Centre sorgint com el partit més fort per davant del centre-esquerra SPD. Junts, aquests dos partits van rebre el 91,5% de tots els vots. L'1 d'abril, el parlament de Baden (Landtag) va formar un govern entre membres de la Coalició de Weimar. Fins al 1933, Baden va ser majoritàriament governat pel Partit de Centre.
El 21 de març de 1919, el Landtag unànimement va aprovar una nova constitució. Una votació popular va aprovar la constitució el 13 d'abril. Aquest vot popular va ser el primer en la història alemanya i la constitució de Baden va ser l'única a passar el vot popular a Alemanya durant el període de la República de Weimar.

### Govern nazi
Baden, com tots els altres estats alemanys, va ser subjecte al procés de Gleichschaltung el 1933, que va abolir de manera efectiva tots els estats, a la pràctica, però no de llei. El president electe de Baden va ser reemplaçat per Walter Köhler designat pels nazis, encara que el poder administratiu a la regió va romandre veritablement en Robert Heinrich Wagner, el Gauleiter de Baden i Reichsstatthalter de la regió. A partir de 1940 el Gau de Baden va ser estès cap a l'oest fins a incloure gran part d'Alsàcia, i va ser anomenat "Baden-Alsàcia" (Baden-Elsass).

### Postguerra
Durant l'ocupació aliada d'Alemanya durant la postguerra, Baden va ser dividit entre les zones d'ocupació americana i francesa. La divisió va ser feta de tal manera que l'autobahn de connexió entre Karlsruhe i Múnic (en l'actualitat Bundesautobahn 8) fos completament continguda dins de la zona americana. Aquesta àrea d'administració americana al nord es va convertir en part de Württemberg-Baden el 19 de setembre de 1945 mentre que la meitat sud (coneguda com a Baden del Sud, o simplement Baden) va ser posada sota administració francesa.
Aquestes dues parts de la República de Baden van ser reunides i fusionades amb l'antic estat de Württemberg el 23 d'abril de 1952 com el nou estat alemany de Baden-Württemberg.

## Administració

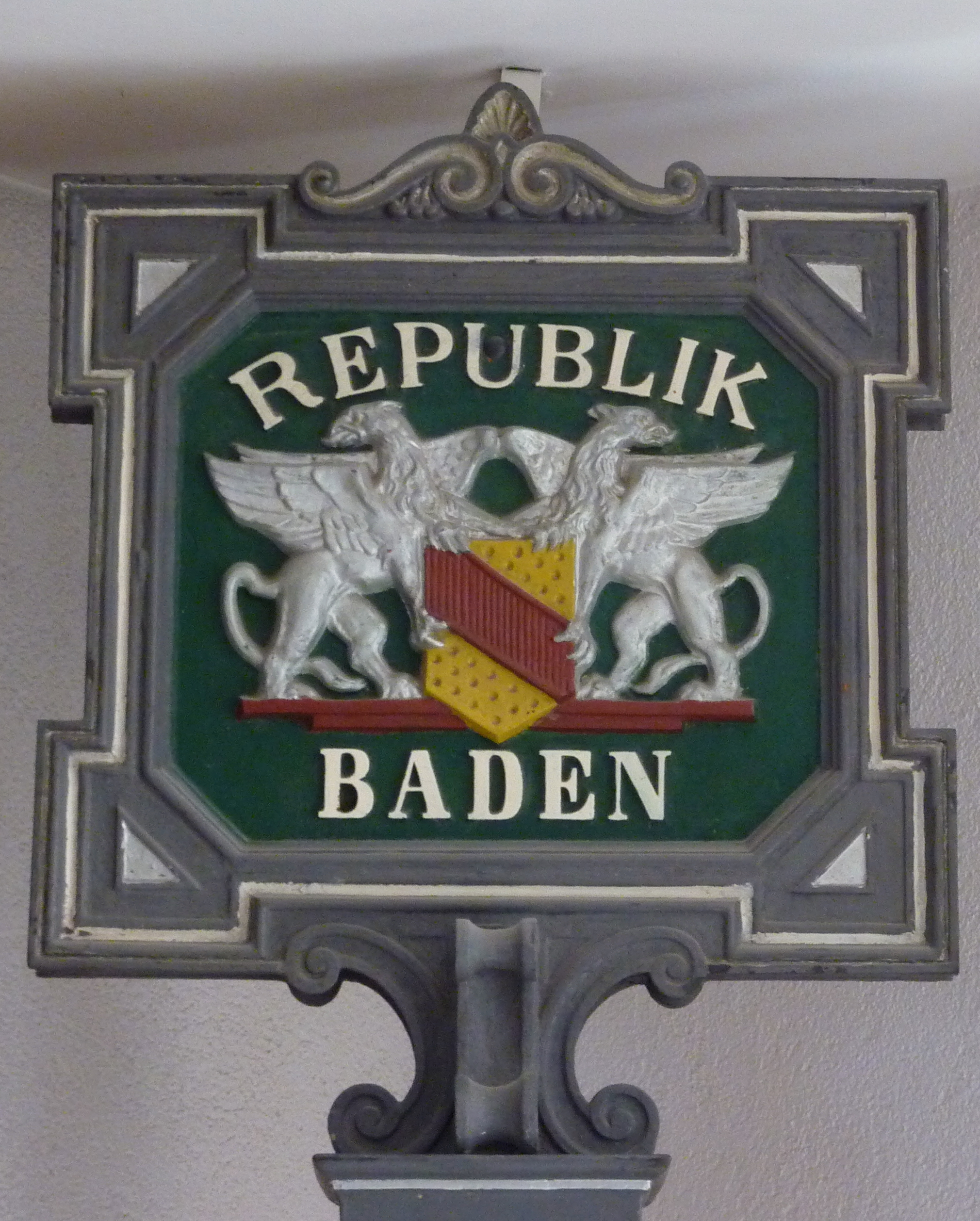
Senyal de la República de Baden

Baden va ser subdividit en quatre districtes administratius (Landeskommissärbezirke, similars als moderns Regierungsbezirke): amb base a Karlsruhe, Mannheim, Friburg i Costança. Aquests districtes van ser posteriorment dividits en un total de 53 Amtsbezirke (en 1924, aquest nombre va ser reduït a 40). Aquests van ser dividits alhora en un total de 1.536 municipalitats.

## Presidents de Baden
- 1918-1920: Anton Geiß (SPD)
- 1920-1921: Gustav Trunk (Centre)
- 1921-1922: Hermann Hummel (DDP)
- 1922-1923: Adam Remmele (SPD)
- 1923-1924: Heinrich Köhler (Centre)
- 1924-1925: Willy Hellpach (DDP)
- 1925-1926: Gustav Trunk (Centre)
- 1926-1927: Heinrich Köhler (Centre)
- 1927-1928: Gustav Trunk (Centre)
- 1927-1928: Adam Remmele (SPD)
- 1928-1930: Josef Schmitt (Centre)
- 1930-1931: Franz Josef Wittemann (Centre)
- 1931-1933: Josef Schmitt (Centre)
- 1933-1934: Walter Köhler (NSDAP) (com a Ministre-President)

### Reichsstatthalter i Gauleiter
- 1933-1945: Robert Heinrich Wagner

## Presidents del Landtag
- 1919-1921; Ferdinand Kopf (Centre)
- 1921-1933: Franz Josef Wittemann (Centre)
- 1923-1930: Eugen Baumgartner (Centre)
- 1930-1933: Josef Duffner (Centre)
- 1933-1934: Herbert Kraft (NSDAP)